# Aziza Sbaity
Aziza Sbaity (in arabo عزيزة سبيتي‎?; 17 novembre 1991) è una velocista libanese.
Ha rappresentato il proprio paese in tre edizioni dei Mondiali e numerose manifestazioni del continente asiatico

## Record nazionali
- 100 metri piani: 11"73 (+1,3 m/s) ( Doha, 22 aprile 2019)

## Palmarès
| Anno | Manifestazione           | Sede     | Evento      | Risultato  | Prestazione | Note                          |
| ---- | ------------------------ | -------- | ----------- | ---------- | ----------- | ----------------------------- |
| 2010 | Mondiali juniores        | Moncton  | 100 m piani | Batteria   | 12"44       |                               |
| 2014 | Asiatici indoor          | Hangzhou | 60 m piani  | Batteria   | 7"92        |                               |
| 2014 | Mondiali indoor          | Sopot    | 60 m piani  | Batteria   | 7"82        | Miglior prestazione personale |
| 2015 | Campionati asiatici      | Wuhan    | 100 m piani | Semifinale | 12"11       |                               |
| 2015 | Campionati asiatici      | Wuhan    | 200 m piani | Batteria   | 25"02       |                               |
| 2015 | Mondiali                 | Pechino  | 100 m piani | Batteria   | 11"98       |                               |
| 2016 | Asiatici indoor          | Doha     | 60 m piani  | Batteria   | 7"67        |                               |
| 2016 | Mondiali indoor          | Portland | 60 m piani  | Batteria   | 7"78        |                               |
| 2017 | Giochi della Francofonia | Abidjan  | 100 m piani | Batteria   | 12"08       |                               |
| 2017 | Giochi asiatici indoor   | Aşgabat  | 60 m piani  | Semifinale | 7"77        | [ 1 ]                         |
| 2018 | Asiatici indoor          | Teheran  | 60 m piani  | Batteria   | 7"69        |                               |
| 2018 | Giochi asiatici          | Giacarta | 100 m piani | Batteria   | 12"02       |                               |
| 2018 | Giochi asiatici          | Giacarta | 200 m piani | Batteria   | 24"55       |                               |
| 2019 | Campionati asiatici      | Doha     | 100 m piani | Semifinale | 11"73       | [ 2 ]                         |
| 2019 | Campionati asiatici      | Doha     | 200 m piani | Batteria   | 24"25       | Miglior prestazione personale |
| 2019 | Campionati arabi         | Il Cairo | 100 m piani | 5ª         | 12"33       |                               |
| 2019 | Campionati arabi         | Il Cairo | 200 m piani | 4ª         | 24"53       |                               |
| 2019 | Campionati arabi         | Il Cairo | 4×100 m     | Bronzo     | 47"83       |                               |
| 2022 | Mondiali indoor          | Belgrado | 60 m piani  | Batteria   | 7"47        | Record nazionale              |
| 2023 | Asiatici indoor          | Astana   | 60 m piani  | Batteria   | 7"58        |                               |
| 2023 | Campionati asiatici      | Bangkok  | 100 m piani | 7ª         | 11"61       |                               |
| 2023 | Campionati asiatici      | Bangkok  | 200 m piani | 7ª         | 23"77       |                               |
| 2023 | Giochi asiatici          | Hangzhou | 100 m piani | Batteria   | 11"71       |                               |
| 2023 | Giochi asiatici          | Hangzhou | 200 m piani | Batteria   | 24"57       |                               |
| 2024 | Mondiali indoor          | Glasgow  | 60 m piani  | Batteria   | 7"56        |                               |